# Борис Вакавлиев
Борис Атанасов Вакавлиев е български офицер, генерал-майор.

## Биография
Роден е на 10 март 1940 г. в хасковското село Радовец. Бил е началник на Управление „Предказармена подготовка на младежта“. От 1 септември 1991 г. е заместник-началник на Генералния щаб на българската армия. На 24 септември 1998 е освободен от длъжността началник на управление „Предказармена подготовка на младежта“ на Министерството на отбраната. На 23 декември 1999 г. е освободен от кадрова военна служба.